# Jocelyne Bloch
Pour les articles homonymes, voir Bloch.
Jocelyne Bloch, née en 1971 à Genève, est une neuroscientifique suisse et neurochirurgienne aux Hôpitaux universitaires de Lausanne (CHUV) et à l'École polytechnique fédérale de Lausanne (EPFL),.

## Biographie
Jocelyne Bloch naît en 1971 à Genève, d'un père bâlois, cadre dans la grande distribution, et d'une mère française d'Algérie, enseignante.
Elle grandit à Vevey, dans le canton de Vaud. Elle suit le gymnase en langues modernes (italien).
Elle est diplômée de la Faculté de médecine de l'Université de Lausanne (UNIL) en décembre 1994. Après avoir poursuivi sa formation à Zurich, elle est nommée chef de clinique au Centre hospitalier universitaire vaudois (CHUV) en 1997. Elle obtient son diplôme FMH en neurochirurgie en 2002. Elle est la première femme neurochirurgienne romande. En 2005, elle devient privat-docent et maître d'enseignement et de recherche à la Faculté de biologie et de médecine de l'UNIL. À partir de 2012, elle est responsable du programme de neurochirurgie fonctionnelle au CHUV. Elle est nommée professeur associé à la Faculté de biologie et de médecine de l'UNIL en février 2017.
Depuis 2019, elle est également professeur auxiliaire de neurosciences à l'EPFL, et dirige avec Grégoire Courtine le Laboratoire Neurorestore, géré conjointement par le CHUV, l'Université de Lausanne, la Fondation Defitech et l'EPFL,.
Elle est mariée à un chirurgien et mère de deux enfants.

## Recherches
Son domaine d'expertise est la stimulation cérébrale profonde et la réparation cérébrale en lien avec les troubles du mouvement.
En collaboration avec l'EPFL, elle mène une étude de faisabilité clinique qui évalue le potentiel thérapeutique de la technologie de stimulation de la moelle épinière, sans implant cérébral, pour améliorer la capacité de marche des personnes atteintes d'une lésion partielle de la moelle épinière affectant les membres inférieurs.
Les implants cérébraux et rachidiens sans fil utilisés pourraient aider les personnes paralysées à reprendre le contrôle de leur corps. Les singes avec des blessures à la colonne vertébrale qui les ont laissés paralysés sont capables de marcher à nouveau grâce à des implants sans fil dans leur cerveau et leur colonne vertébrale qui contournent les tissus endommagés. Les scientifiques ont développé une interface cerveau-rachidienne pour transmettre les signaux neuronaux du cerveau à un site de la moelle épinière en aval de la blessure. La neurochirurgienne Jocelyne Bloch du CHUV, qui a implanté chirurgicalement les implants du cerveau et de la moelle épinière, déclare : « Le lien entre le décodage du cerveau et la stimulation de la moelle épinière – pour faire exister cette communication – est complètement nouveau. »
En 2021, le projet reçoit un prix scientifique de la Fondation Leenaards.
En 2022, les résultats de ces travaux sont publiés dans Nature Medicine.

## Prix et distinctions
- 2019 : Prix Ronald Tasker de la Société mondiale de stéréotactique et neurochirurgie fonctionnelle[13] pour ses recherches et innovations dans le domaine de la neuromodulation et de la réparation de la moelle épinière[14].
- 2021 : Prix scientifique de la Fondation Leenaards pour le projet Interface cerveau-moelle épinière pour retrouver l’usage des jambes[15].
- 2022 : Prix BioAlps Academia Awards[16]pour le lancement de la start-up ONWARD[17] et la technologie ARC-EX systems[18].

## Publications
- (en) Jean-Baptiste Mignardot, Camille G. Le Goff, Rubia van den Brand et Marco Capogrosso, « A multidirectional gravity-assist algorithm that enhances locomotor control in patients with stroke or spinal cord injury », Science Translational Medicine, vol. 9, no 399,‎ 19 juillet 2017 (ISSN 1946-6234 et 1946-6242, DOI 10.1126/scitranslmed.aah3621, lire en ligne, consulté le 8 septembre 2023).

- (en) Andreas Rowald, Salif Komi, Robin Demesmaeker et Edeny Baaklini, « Activity-dependent spinal cord neuromodulation rapidly restores trunk and leg motor functions after complete paralysis », Nature Medicine, vol. 28, no 2,‎ février 2022, p. 260–271 (ISSN 1078-8956 et 1546-170X, DOI 10.1038/s41591-021-01663-5, lire en ligne, consulté le 8 septembre 2023).

- (en) Beatrice Barra, Sara Conti, Matthew G. Perich et Katie Zhuang, « Epidural electrical stimulation of the cervical dorsal roots restores voluntary upper limb control in paralyzed monkeys », Nature Neuroscience, vol. 25, no 7,‎ juillet 2022, p. 924–934 (ISSN 1546-1726, DOI 10.1038/s41593-022-01106-5, lire en ligne, consulté le 8 septembre 2023)

- (en) Claudia Kathe, Michael A. Skinnider, Thomas H. Hutson et Nicola Regazzi, « The neurons that restore walking after paralysis », Nature, vol. 611, no 7936,‎ novembre 2022, p. 540–547 (ISSN 1476-4687, DOI 10.1038/s41586-022-05385-7, lire en ligne, consulté le 8 septembre 2023).